# Armand Charles Phillippe
Armand Charles Phillippe (25. května 1869 Scey-sur-Saône-et-Saint-Albin – 29. května 1940 Besançon) byl francouzský generál, který bojoval za první světové války na západní frontě. Byl také podplukovníkem 21. československého střeleckého pluku.

## Život
Narodil se 25. května v roce 1869, v letech 1880–1888 studoval lyceum ve městě Vesoul, v letech 1890–1892 studoval na vojenské škole ve městě Saint-Cyr a po absolvovaní se 2. října 1892 stal podporučíkem francouzské armády. V letech 1892–1893 absolvoval aplikační pěchotní kurs ve stejném městě, od roku 1893 do 1899 byl velitelem pěší čety 60. pěšího pluku působíci v Besançonu, 1. října 1894 byl povýšen na poručíka francouzské armády, od roku 1899 do 1903 zástával funkci pobočníka 60. pěšího pluku a následně od roku 1903 do 1906 zastával funkci zástupce velitele pěší roty 60. pěšího pluku. 27. září 1906 byl povýšen na kapitána, 5. května 1915 byl povýšen na majora, 28. září 1916 byl povýšen na podplukovníka, od roku 1906 do 1914 byl velitelem roty 42. pěšího pluku působící v Belfortu a na západní frontě, od září do listopadu 1914 pobýval v nemocnici kvůli zranění na západní frontě, od roku 1914 do 1915 byl velitelem praporu 2. zuávského pluku, od roku 1915 do 1917 byl velitelem 3. pochodového zuávského pluku, od roku 1917 do 1918 byl podruhé ošetřován v nemocnici.
19. ledna 1918 byl v Cognacu vytvořen 21. československý střelecký pluk a Phillippe se stal podplukovníkem tohoto pluku. Phillippe velel československým jednotkám čítajícím 6000 mužů během bitvy u Terronu, po konci války byl 19. srpna 1919 povýšen na plukovníka a 22. listopadu na generála 5. hodnostní třídy. Od prosince 1918 do ledna 1919 byl prozatímním velitelem 5. československé střelecké divize, od ledna se stal pěchotním velitelem divize; s divizí byl přesunut do Prahy. V Československu působil do prosince 1920 také v Hradci Králové, kde od září 1919 do ledna 1920 velel 1. divizi a od ledna do prosince 1920 velel 4. divizi. Od 1. října 1921 odešel do výslužby. Zemřel 29. května 1940 v okupovaném Besançonu.